# Gros Michel
Gros Michel (pronúncia em francês: [ɡʁo miʃɛl]), muitas vezes traduzida e conhecida como "Big Mike", é uma cultivar de banana para exportação e foi, até a década de 1950, a principal variedade cultivada. As propriedades físicas da Gros Michel faziam dela um excelente produto de exportação; sua casca grossa a tornava resistente a hematomas durante o transporte e os cachos densos em que cresce facilitavam o transporte.

## Taxonomia
Gros Michel foi uma cultivar triploide da banana silvestre Musa acuminata, pertencente ao grupo AAA.
Sua designação oficial era Musa acuminata (Grupo AAA) 'Gros Michel'.
Os sinônimos incluem:
- Musa acuminata L. cv. 'Gros Michel'
- Musa × paradisiaca L. cv. 'Gros Michel'

Gros Michel é conhecida como Guineo Gigante, Banano e Plátano Roatán em espanhol. Também é conhecida como Pisang Ambon nas Filipinas e na Indonésia, Thihmwe na Birmânia, Chek Ambuong no Camboja, Kluai hom thong na Tailândia, Pisang Embun na Malásia e Chuoi Tieu Cao #2 no Vietnã.

## História de cultivo

### Popularidade inicial e declínio

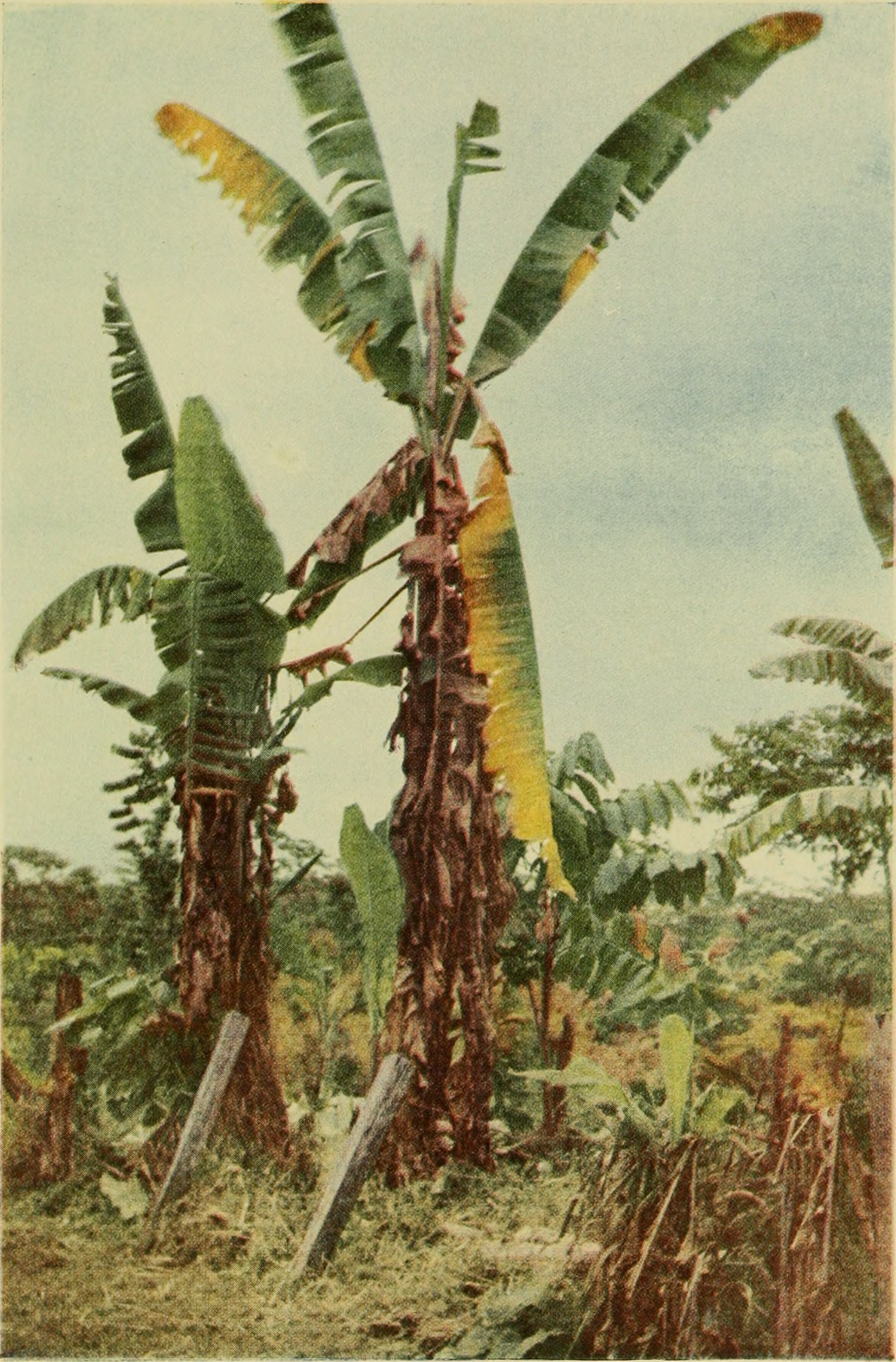
Brandes: Banana Murcha – Plantas de bananeira da variedade Gros Michel na Costa Rica atacadas pelo organismo murcha. (1919)

O naturalista francês Nicolas Baudin trouxe alguns rebentos desta banana do Sudeste Asiático, depositando-os num jardim botânico na ilha caribenha de Martinica. Em 1835, o botânico francês Jean François Pouyat transportou a fruta de Baudin de Martinica para a Jamaica. Originalmente chamadas de "Figue Baudin" ("figo de Baudin"), as frutas foram mais tarde chamadas de "Poyo", em homenagem ao seu importador jamaicano; a origem do nome "Gros Michel" é desconhecida.
As bananas Gros Michel foram cultivadas em grandes plantações em Honduras, Costa Rica e em outros lugares da América Central. A variedade já foi a banana de exportação dominante para a Europa e América do Norte, cultivada na América Central, mas, na década de 1950, a doença do Panamá, uma murcha causada pelo fungo Fusarium oxysporum f.sp. cubense, destruiu vastas extensões de plantações de Gros Michel na América Central, embora ainda sejam cultivadas em terras não infectadas em toda a região.
Na década de 1960, os exportadores de bananas Gros Michel não conseguiram continuar a comercializar uma cultivar tão suscetível e começaram a cultivar cultivares resistentes pertencentes ao subgrupo Cavendish (outra Musa acuminata AAA).

### Modificação genética
Existem esforços para usar a modificação genética para criar uma versão da Gros Michel que seja resistente ao Mal do Panamá. Também houve híbridos bem-sucedidos de Cavendish e Gros Michel que apresentam resistência ao Mal-do-Panamá.
Um artigo de 2013 descreveu experimentos para criar uma versão de Gros Michel que seja resistente à sigatoka negra, outra infecção fúngica.